# Matadouro Municipal do Guabirotuba
O Matadouro Municipal do Guabirotuba foi um serviço administrado pela Prefeitura Municipal de Curitiba.
O Matadouro do Guabirotuba entrou para a história do município de Curitiba como sendo o primeiro de sua espécie na cidade.

## História
Com o crescente desenvolvimento populacional de Curitiba nas últimas décadas do século XIX, decorrente, principalmente dos imigrantes europeus que se estabeleceram nas inúmeras colônias ao redor da cidade, propiciou o aumento no abate e consumo de carnes suínas e bovinas na região. Como forma de melhorar a qualidade deste insumo, a Prefeitura Municipal de Curitiba propôs na criação de um lugar único para o sacrifício dos animais e deste modo iniciou, em 1898, a construção do primeiro Matadouro Municipal. 
Entre os vereadores, a opinião era de que o local deveria ser longe da cidade, de fácil acesso e que fosse servido de um rio em suas proximidades e assim o terreno escolhido foi no longínquo bairro Guabirotuba com o Rio Belém e a estrada para São José dos Pinhais (atual Avenida Senador Salgado Filho) sendo utilizados para o bom desenvolvimento dos serviços.
O empreiteiro escolhido para a obra foi Joaquim Belarmino de Bittencourt que entregou o matadouro em agosto e a inauguração ocorreu no dia 2 de setembro de 1899 . A partir desta data os criadores foram obrigados a deslocar seus animais até o Guabirotuba e assim a prefeitura não só controlaria a qualidade da carne como regulamentaria todo o comércio deste insumo no município.

### O fim do Matadouro e as outras instituições
Com o advento do Matadouro, a região do Guabirotuba cresceu e este crescimento proporcionou, com o passar do tempo, certo incomodo aos moradores próximos da antiga estrada para São José dos Pinhais. A estrada era invadida, constantemente, por rebanhos de animais que alem de atrapalhar o tráfego, ajudava a sujar a via. Porventura, um fato que ocorreu no ano de 1964 determinou o fechamento do Matadouro. Em novembro deste ano um morador, da já batizada Av. Sen. Salgado Filho, morreu pisoteado por um boi e assim o Poder Público determinou o fim do deslocamento de animais na região e consequentemente a prefeitura fechou aquele que foi o primeiro Matadouro da cidade.
Passados alguns anos o prédio do Matadouro sofreu algumas alterações e recebeu a ASSOMA (Associação dos Meninos de Curitiba) e a mesma fechou as portas em 2008.
Atualmente (2010) o prédio é utilizado pelo IFPR (Instituto Federal do Paraná).

## Imagens
| Matadouro na época de sua inauguração - 1899. | Foto de 2010 do prédio do antigo Matadouro. Após reformas, somente as largas portas estão conforme a fachada original. | Boiada sendo conduzida pela antiga estrada para o Matadouro do Guabirotuba. Década de 1930. | Exemplo de como uma leva de porcos eram conduzidos para o Matadouro na década de 1930. A porcada desta foto esta sendo levada para o Matadouro do Bacacheri. |
| --------------------------------------------- | --- | ------------------------------------------------------------------------------------------- | --- |
|                                               | |                                                                                             | |